# 335-та піхотна дивізія (Третій Рейх)
335-та піхотна дивізія (Третій Рейх) (нім. 335. Infanterie-Division) — піхотна дивізія Вермахту за часів Другої світової війни.

## Історія
335-та піхотна дивізія була сформована 20 листопада 1940 в V-му військовому окрузі під час 14-ї хвилі мобілізації Вермахту.

## Райони бойових дій
- Німеччина (листопад 1940 — травень 1941);
- Франція (травень 1941 — січень 1943);
- СРСР (південний напрямок) (Південна Україна, Молдова) (січень 1943 — жовтень 1944).

## Командування

### Командири
- генерал-лейтенант Макс Деннерляйн (нім. Max Dennerlein) (15 листопада 1940 — 27 жовтня 1942);
- генерал-лейтенант Карл Каспер (нім. Karl Casper) (27 жовтня 1942 — 7 вересня 1943);
- генерал від інфантерії Зігфрід Расп (нім. Siegfried Rasp) (7 вересня 1943 — 30 червня 1944);
- оберст Брехтель (нім. Brechtel) (30 червня — 9 жовтня 1944).